# Aeolidiidae
Aeolidiidae es una familia de nudibranquios sólidos, es una familia de babosas marinas, moluscos gasterópodos marinos sin concha.
La mayoría, o quizás todos, los miembros de esta familia se alimentan de anémonas de mar y tienen una única fila distintiva de dientes radulares serrados en forma de peine.

## Taxonomía
Los géneros dentro de Aeolidiidae incluyen:
- Aeolidia Cuvier, 1798
- Aeolidiella Bergh, 1867
- Anteaeolidiella MC Miller, 2001
- Baeolidia Bergh, 1888
- Berghia Trinchese, 1877
- Bulbaeolidia Carmona, Pola, Gosliner & Cervera, 2013
- Burnaia MC Miller, 2001
- Cerberilla Bergh, 1873 : estado taxonómico no revisado[3]
- Limenandra Haefelfinger y Stamm, 1958
- Spurilla Bergh, 1864

### Sinoninomía de géneros
- Aeolidina Pruvot-Fol, 1951: sinónimo de Aeolidiella Bergh, 1867
- Aeolidiopsis Pruvot-Fol, 1956: sinónimo de Baeolidia Bergh, 1888
- Aeolis Menke, 1844: sinónimo de Aeolidia Cuvier, 1798
- Eolida sinónimo de Aeolidia Cuvier, 1798
- Eolidia Cuvier, 1816: sinónimo de Aeolidia Cuvier, 1798
- Eolidina Quatrefages, 1843: sinónimo de Aeolidiella Bergh, 1867
- Eolis Cuvier, 1805: sinónimo de Aeolidia Cuvier, 1798
- Fenrisia Bergh, 1888: sinónimo de Cerberilla Bergh, 1873
- Millereolidia Ortea, Caballer & Espinosa, 2004: sinónimo de Berghia Trinchese, 1877
- Milleria Ortea, Caballer & Espinosa, 2003: sinónimo de Millereolidia Ortea, Caballer & Espinosa, 2004: sinónimo de Berghia Trinchese, 1877
- Protaeolidia Baba, 1955: sinónimo de Protaeolidiella Baba, 1955, familia Pleurolidiidae